# Фустуарий
Фустуа́рий (от лат. fustuarium — избиение палками; от fustis — палка) — один из видов казней в римской армии. Был известен и в Республике, но в регулярное применение вошёл при принципате, назначался за серьёзное нарушение караульной службы, воровство в лагере, лжесвидетельство и побег, иногда за дезертирство в битве. Производился трибуном, который дотрагивался до осуждённого палкой, после чего легионеры забивали его камнями и палками. Если фустуарием каралось целое подразделение, то могли казнить не всех виновных — например, в 271 до н. э. с Кампанийским легионом в Регии в войну с Пирром. Однако с учётом таких факторов, как, например, возраст солдата, срок службы или чин, фустуарий мог быть отменён.